# Phyllidia elegans
Phyllidia elegans, también conocida como la phyllidia elegante, es una especie de babosa marina, un nudibranquio dórido, un molusco gasterópodo marino sin concha de la familia Phyllidiidae. Se encuentra en aguas poco profundas del mar Rojo y la región tropical del Indo-Pacífico.

## Distribución
Esta especie se ha encontrado en Indonesia, Malasia, Tailandia, el mar de Andamán, Myanmar, el mar Rojo, las Islas Marianas, el norte de Sulawesi, Vanuatu y Papúa Nueva Guinea.

## Descripción
Este animal se puede distinguir por una planta de color pálido que tiene una única línea longitudinal negra en la suela, tubérculos dorsales de color rosa claro con puntas generalmente amarillas y líneas negras en los márgenes laterales de la suela.